# Алексиано, Антон Павлович
Анто́н Па́влович Алексиа́но (1750, Греция — 21 декабря 1810, Севастополь, Таврическая губерния) — российский вице-адмирал, участник русско-турецких войн и Архипелагских экспедиций.

## Биография
Антон Алексиано родился в 1752 году; по происхождению — грек. Брат Александра и Панагиоти  Алексиано.
Морскую службу начал в 1770 году волонтёром на судах русского флота Первой архипелагской экспедиции, находившегося, во время первой турецкой войны, под командованием вице-адмирала Спиридова в Архипелаге, и участвовал в Наваринском и Чесменском сражениях. Пожалованный в 1773 году в мичманы, Алексиано находился в отряде капитана 2-го ранга Кожухова, плававшего у Сирийских берегов, и участвовал во взятии Бейрута. В 1774 года на корабле «Саратов» крейсировал в Архипелаге.
По возвращении в 1775 году на фрегате «Наталия» из Архипелага в Кронштадт, Алексиано в следующем же году поступил на отряд судов, отправлявшихся в Архипелаг с коммерческой целью, и совершил на фрегате «Св. Павел» переход из Ревеля в Мессину; на том же фрегате плавал от Ливорно до Константинополя. В этом плавании он пробыл непрерывно три года.
В 1780 году на корабле «Слава России» снова отправился в плавание в Средиземное море, где потерпел кораблекрушение близ Тулона.
В 1782 году плавал в Северном море в составе эскадры контр-адмирала А. И. Круза.
В 1786 году, будучи уже штаб-офицером, переведён из Балтийского в Черноморский флот, в Херсон, где и продолжал службу. 24 сентября 1786 года на 66-пуш. корабле «Св. Александр» потерпел кораблекрушение у мыса Тарханкут. В 1787 году командовал транспортом «Полоцк». 3 мая 1788 года произведён в капитаны 2-го ранга.
В 1788 году, во время второй турецкой войны, в чине капитана 2-го ранга командуя на Чёрном море фрегатом «Таганрог», переименованным затем в «Иероним», он участвовал в сражении у Фидониси в эскадре контр-адмирала графа М. И. Войновича, а в 1790 году, в эскадре контр-адмирала Ф. Ф. Ушакова, — при атаке Синопа, бомбардировании Анапы и в сражениях у Керченского пролива и у Тендры. За отличие в этой кампании произведён 30 сентября 1790 года в капитаны 1-го ранга.
В эскадре вице-адмирала Ушакова, отправившейся в соединении с турецкой для освобождения островов Ионической республики от французов (1798—1800 годы), Алексиано командовал 72-пушечным кораблём «Богоявление Господне» и принимал деятельное участие при овладении островами Цериго, Занте и при взятии крепости Корфу, причём 29 октября взял в плен французскую 18-пушечную шебеку. За отличие в этой кампании произведён 28 ноября 1799 года в чин капитан-командора. 14 марта 1801 года произведён в контр-адмиралы. 16 августа 1805 года произведён в вице-адмиралы.
Антон Павлович Алексиано умер 21 декабря 1810 года в должности вице-адмирала синего флага Черноморского корабельного флота.

## Награды
Среди прочих наград имел ордена св. Георгия 4-й степени, пожалованный 26 ноября 1788 года за проведение 18 морских кампаний и св. Владимира 4-й степени — в сражениях в Керченском проливе и у мыса Тендра.